# Marcus Degerlund
Marcus Gustav Degerlund (Västerås, 16 marzo 1998) è un calciatore svedese, difensore dell'FC Stockholm Internazionale.

## Carriera
Degerlund ha iniziato a giocare a calcio nella natìa cittadina di Västerås, tra le file del Västerås IK. All'età di 14 anni, prima di riuscire a debuttare in prima squadra, si è trasferito nell'altra squadra cittadina, il Västerås SK. Qui ha fatto le sue due prime apparizioni in partite senior, giocando nel giugno 2015 in occasione delle sconfitte contro Vasalund (1-2, partendo dalla panchina) e Nyköping (1-4, giocando tutti i 90 minuti).
Nel dicembre del 2015 il 17enne Degerlund ha firmato con l'Hammarby un contratto di due anni valido a partire dal successivo gennaio, entrando inizialmente a far parte della formazione Under-19. Ha trascorso l'intera annata 2016 nel settore giovanile biancoverde, poi nel 2017 è stato ufficialmente promosso in prima squadra, venendo schierato dal tecnico Jakob Michelsen in 21 partite di campionato (di cui 18 da titolare) sulle 30 che l'Hammarby ha disputato complessivamente, complice anche la partenza di Joseph Aidoo a luglio. Durante la stessa stagione, Degerlund ha firmato anche un rinnovo contrattuale fino al 2021.
Nel 2018, sotto la guida del nuovo capo allenatore Stefan Billborn, Degerlund ha collezionato una presenza con l'Hammarby alla quarta giornata, il 22 aprile: di lì in poi è rimasto sempre in panchina fino al 25 maggio, giorno in cui è stato prestato al Frej, squadra militante nella seconda serie nazionale. Nel successivo mese di agosto, a pochi giorni dalla chiusura della finestra estiva di mercato, è stato reso noto che il giocatore sarebbe passato all'IFK Göteborg con un prestito che prevedeva anche un'eventuale opzione di acquisto. Con la squadra biancoblu, tuttavia, Degerlund ha avuto poco spazio, tanto da spingere il ds dell'Hammarby Jesper Jansson a criticare pubblicamente sui media il mancato utilizzo del giocatore di loro proprietà.
La stagione 2019 l'ha trascorsa prevalentemente in prestito al Frej in Superettan: l'unica eccezione è stata una partita di campionato con l'Hammarby, precisamente il derby esterno perso contro l'AIK, che Degerlund ha potuto giocare in virtù del doppio tesseramento.
Vista la mancanza di spazio, nel febbraio 2020 si è trasferito a titolo definitivo allo Jönköpings Södra (campionato di Superettan) con un contratto di tre anni. Intorno alla metà del suo terzo e ultimo anno di contratto, nel corso di una stagione che lo ha visto spesso relegato fuori dall'undici titolare, è stato girato in prestito al Västerås SK (sempre in Superettan) fino alla fine del termine dell'annata.
Svincolato, nel febbraio 2023 è sceso a far parte di una squadra della terza serie nazionale con l'ingaggio da parte dell'FC Stockholm Internazionale.